# Вулиця Пантелеймона Куліша (Львів)
Вулиця Куліша́ — вулиця у Галицькому районі міста Львова. Тягнеться від вулиці Шпитальної до колишньої площі Місіонерів, яку 1957 року перейменували на площу 700-річчя Львова (нині перехрестя проспекту Чорновола і вулиці Під Дубом). До 1960-х років вулицею пролягав маршрут трамваю № 4.

## Історія
Ця вулиця колись перетинала колишню єврейську дільницю у Львові і була, разом з вул. Казимирівською, її діловим центром. Коли вулиця вперше з'явилася на планах львівського магістрату, а це було близько 1820 року, то називали її Сонячною. Як писав у своєму «Путівнику по Львові», виданому у 1904 році Францішек Баранський, вулиця «отримала цю жартівливу назву, довільно надану в середині XIX столітті». Можливо, тому, що вулиця майже збігається з меридіаном північ-південь і в безхмарний полудень вікна її будинків освітлені сонячними променями. Ймовірніше, що вулиця отримала свою назву від синагоги «Ор Шемеш» (Сонячний промінь), яка у XIX столітті була тут під № 26 при вул. Сонячній. Таку назву вулиця зберігала аж до 1950 року. За радянських часів її перейменували на честь Нафталі Ботвіна, члена Комуністичної партії Західної України, страченого 1925 року за вбивство агента поліції. А з 1992 року цю вулиця перейменували на пошану Пантелеймона Куліша (1819—1897), українського письменника, перекладача Біблії, історика і громадського діяча, котрий часто бував у Львові та намагався підтримувати галицьких народовців.
Неподалік початку вулиці Куліша розташовується споруджений на початку XX століття торговий дім «Магнус», а на колишній Місіонерській площі, де колись був базар вживаних речей під назвою «Нова Тандита», а за радянських часів тут була автобусна станція, згодом автостоянка, у 2015 році тут відкрили торгово-розважальний центр «Форум Львів».
На плані Львова 1829 року видно, що вздовж вулиці протікав рукав річки Полтви і між вулицями Сонячною та Полтв'яною (нинішній проспект Чорновола), де було головне русло ріки, утворився острів. Ще у 1960-х вулицею курсували трамваї — від Городоцької рейки пролягали через усю вулицю Сонячну (пізніше — вулицю Ботвіна) та повертали на її кінці праворуч — до вул. Замарстинівської.
На території, обмеженої вулицями Куліша, Академіка Люльки, Медовою та проспектом Чорновола, планують збудувати новий готельний комплекс із закладами торгівлі та громадського харчування зі знесенням існуючих нежитлових будівель. З боку вулиці Академіка Люльки планують звести п'ятиповерховий готель на 26—29 номерів. Водночас детальний план території передбачає будівництво ще й цілого готельного комплексу, який складатиметься з кількох сполучених між собою будівель на 5—6 поверхів та підземного паркінгу. Входи та в’їзди здійснюватимуться з проспекту Чорновола та з вулиці Куліша. Загалом такий комплекс матиме близько 170 номерів, а також торгові заклади й кафе. В існуючих довколишніх будівлях, більшість з яких є пам'ятками архітектури, проведуть гідроізоляцію фундаментів.

## Будівлі
Більшість будівель на вулиці Куліша було споруджено ще у XIX столітті. Згодом до них додалося кілька сецесійних споруд. На місці колишньої площі Зернового ринку, де ще у 1950-х роках вирувала торговиця, збудували готель «Львів», задвірки якого виходять на Куліша.
На початку вулиці Сонячної під № 2 стояла синагога Товариства вивчення Тори, збудована у 1877 році за ініціативою Маєра Хешеліса та Якуба Рапса. Божницю знищили під час німецької окупації у 1941 році, і відтоді ця ділянка залишилася незабудованою. Тепер її займають кіоски та інші тимчасові споруди. Згадувана вже синагога «Сонячний промінь» (Or Szemesz), вимурувана у 1842 році, простояла на вулиці Сонячній, 26 до 1903 року. Тоді її розібрали й перенесли на сусідню вул. Медову, де синагога простояла до початку другої світової війни. Зараз на її місці дитячий майданчик.
Найгарнішою будівлею на вулиці був дім № 6а. Його споруджували одночасно з Великим міським театром за проєктом Зиґмунда Ґорґолевського. Тут були театральні майстерні та склади декорацій. Однак таке утилітарне приміщення було гарно оздоблене барельєфами та скульптурами, присвяченими театральному мистецтву. Перебудова цього будинку у 1980-х зіпсувала його стиль і пропорції.
Між будинками №№ 23 і 25 був пасаж Абрама і Якова Германів, що вів до театру «Колізей», який було збудовано у 1898—1900 роках за проєктом архітекторів Міхала Фехтера і Артура Шлеєна на основі павільйону Яна Матейка з Галицької крайової виставки 1894 року. Спочатку цей видовищний заклад був відомий під назвою «Колізей Торна» — підприємства для «представлень розмаїття міжнародних штукмайстів на заграничний спосіб». Тут відбувалися також спектаклі єврейських театральних труп. У 1920-х в «Колізеї», який ще називався Міський театр «Новини», ставили фарси, водевілі й оперети. Після другої світової війни залишки «Колізею» перебудували на заводське приміщення. 
В будинку № 30 ще в радянські часи був останній заїзд у Львові. Ще на початку 1960-х сюди заїжджали селянські вози. Тоді він називався «Будинок колгоспника», а згодом, до початку 1990-х, — готель «Комунальний».
Під № 31, житловий будинок, споруджений у 1911—1912 роках за проєктом архітектора Леопольда Райсса для Хаї-Дебори Гамбер.
Ще один пасаж  на вул. Куліша був у дворі великої кам'яниці № 47. Пасаж мав ще вихід через браму кам'яниці № 5 на вул. Цеховій. У дворі кам'яниці № 47 збереглися рейки та механізми ліфтів, якими піднімали на балкони-галереї важкі речі.
Страшний погром пережила Сонячна вулиця 22 та 23 листопада 1918 року, після того, як Львів залишили українські війська. Польське військо та міське шумовиння громили єврейські дільниці міста. Десятки жертв цієї масакри звозили до театру «Колізей».
У 1977 році знесли будинок № 53.